# روز (فیلم ۲۰۱۱)
«روز» (انگلیسی: The Day) فیلمی در ژانر ترسناک و علمی–تخیلی است که در سال ۲۰۱۱ منتشر شد. از بازیگران آن می‌توان به اشلی بل، شانین سوسامون، دومینیک مانهن، شان اشمور، و مایکل اکلند اشاره کرد.